# Neptunbrunnen (Berlin)
Der Neptunbrunnen (eigentlich Schlossbrunnen, auch Begasbrunnen) ist ein Baudenkmal im Berliner Ortsteil Mitte. In den Jahren 1888–1891 im Stil des Neobarocks von Reinhold Begas als Geschenk Berlins für Wilhelm II. auf dem Schloßplatz errichtet, wurde er nach dem Abriss des Berliner Schlosses im Jahr 1951 entfernt und bei der Neugestaltung des Ost-Berliner Zentrums 1969 im Park am Fernsehturm zwischen dem Roten Rathaus und der Marienkirche aufgestellt.
Der aus einem vierpassförmigen Granitbecken und fünf allegorischen Bronzefiguren bestehende Neptunbrunnen war seinerzeit die größte und bedeutendste Brunnenanlage der Stadt. Im Zusammenhang mit dem Wiederaufbau des Schlosses als Sitz des Humboldt Forums wird über die Wiederaufstellung des Neptunbrunnens am ursprünglichen Ort diskutiert.

## Geschichte

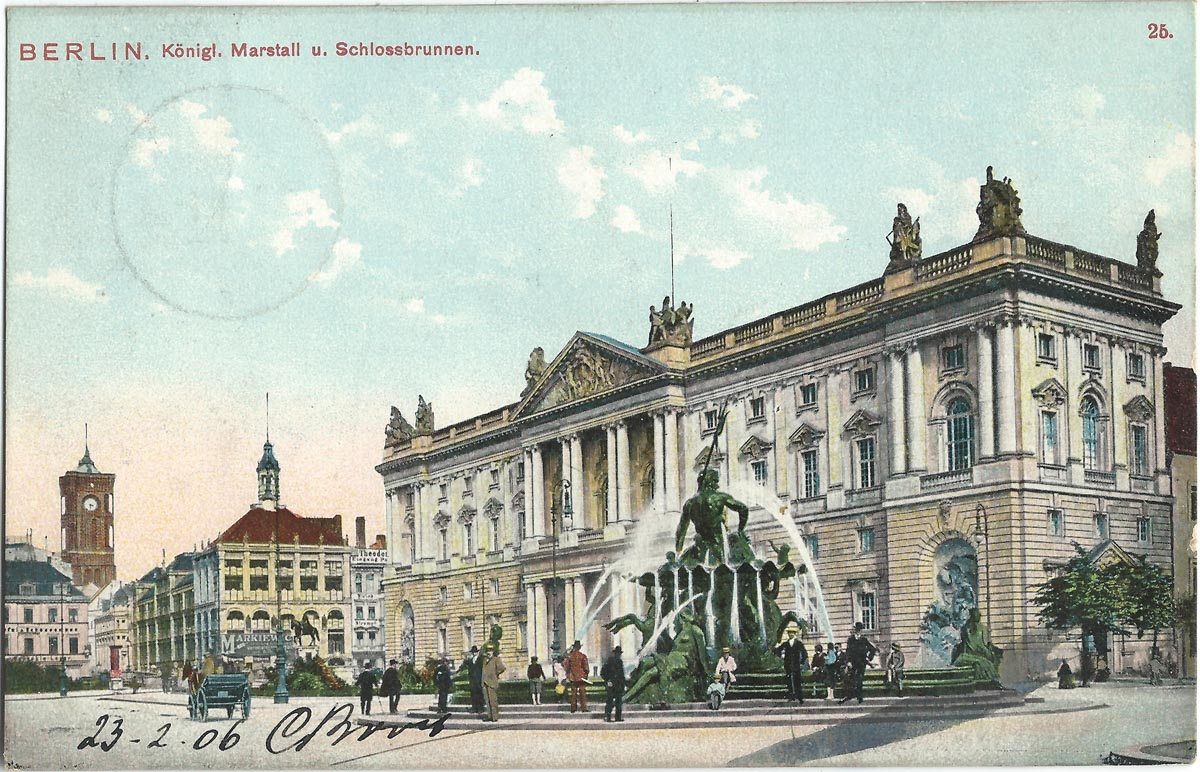
Neptunbrunnen auf dem Schloßplatz mit Neuem Marstall, ca. 1900

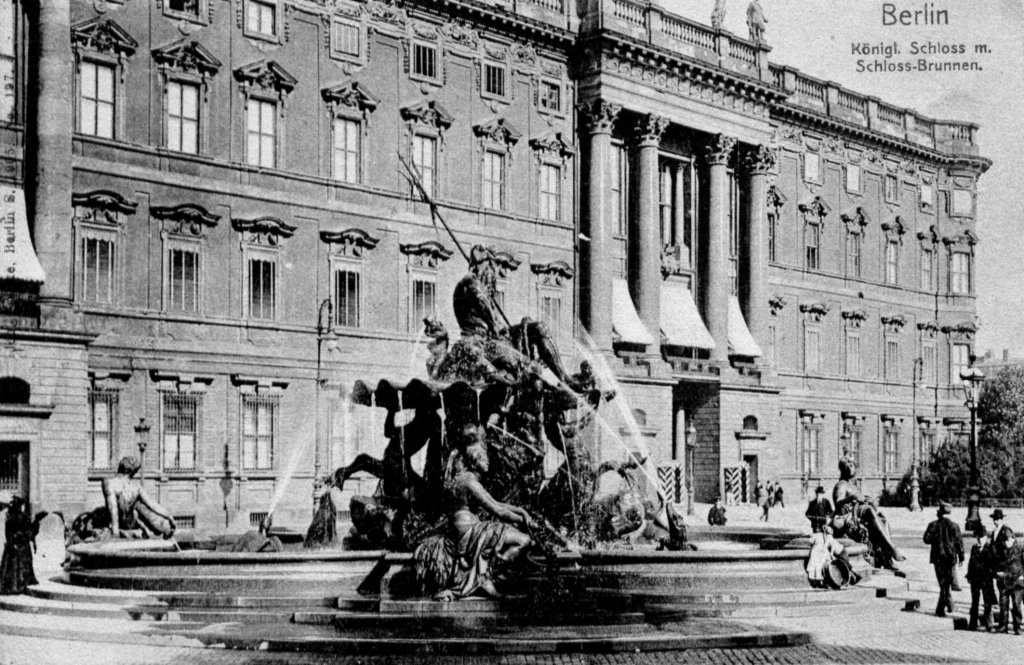
Neptunbrunnen auf dem Schloßplatz mit dem Berliner Schloss, ca. 1905

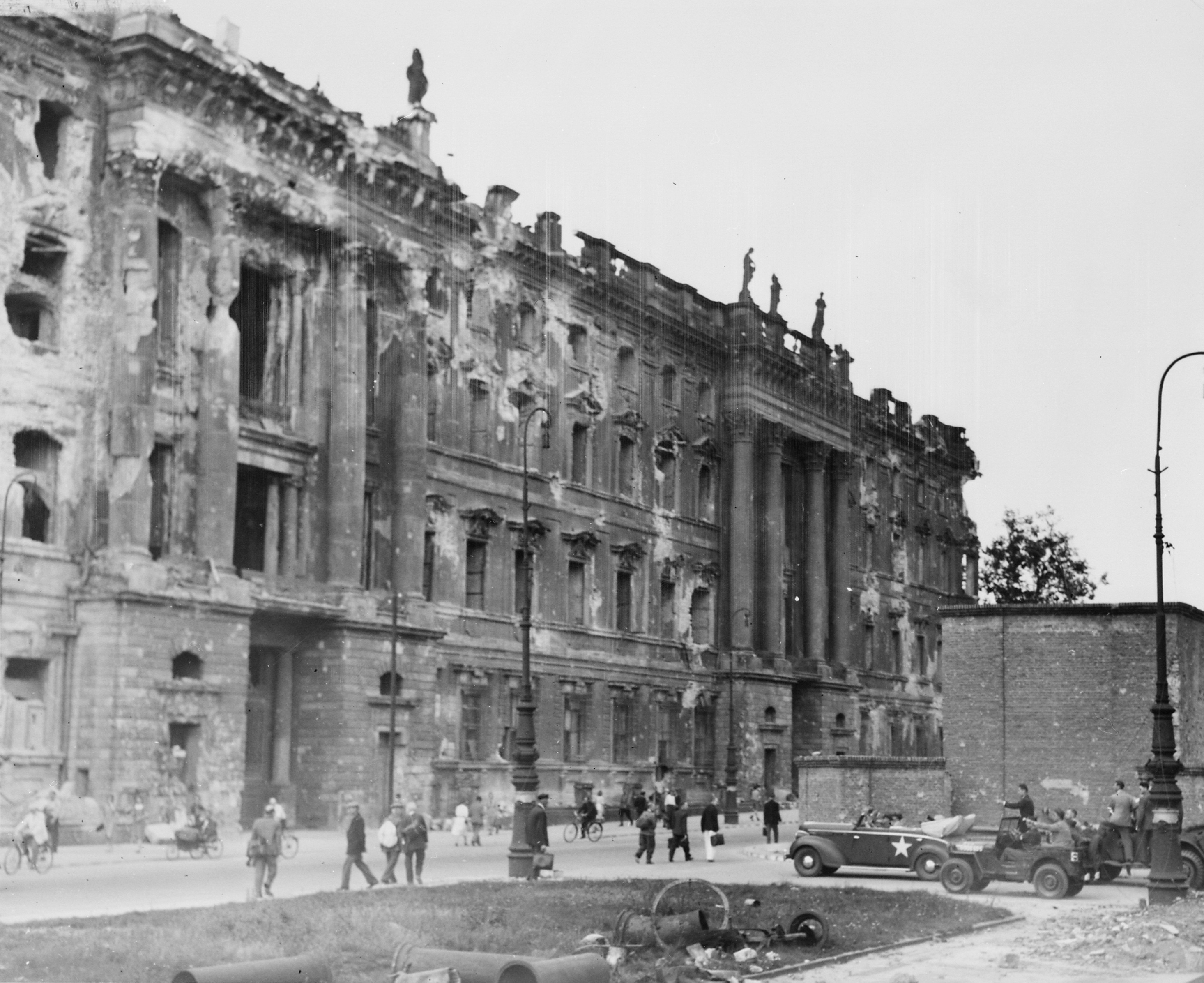
Ansicht der Einmauerung (unten rechts) bei einer Stadtrundfahrt von US-Präsident Truman, 1945

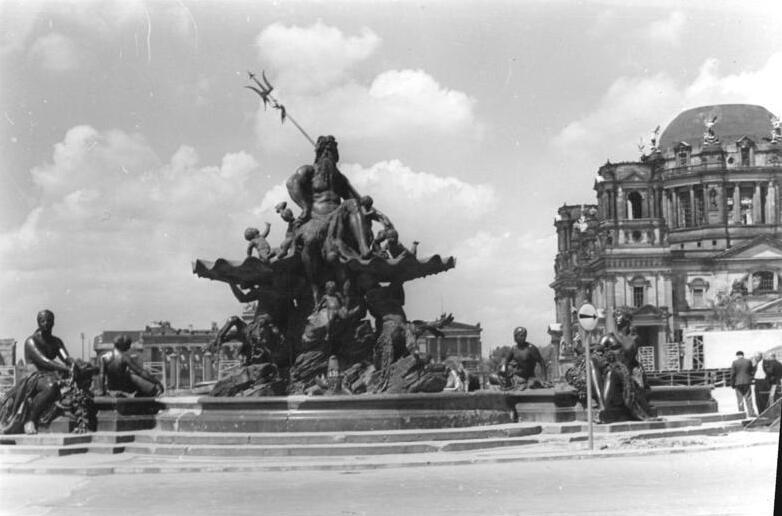
Ansicht nach der Sprengung des Schlosses, 1951

Der Bau des Brunnens geht auf einen Vorschlag Karl Friedrich Schinkels zurück, auf dem Schloßplatz gegenüber der Einmündung der Breiten Straße einen Monumentalbrunnen zu errichten. Der junge Reinhold Begas griff nach einer Italienreise diese Idee auf. Nach barocken italienischen und französischen Vorbildern, insbesondere dem Neptun-, Vierströme- und Mohrenbrunnen auf der Piazza Navona in Rom sowie dem Latonabrunnen im Schlossgarten von Versailles, entwarf er in den 1870er Jahren mehrere Versionen. Eine davon wählte der Magistrat von Berlin als Huldigungsgeschenk der Stadt für Wilhelm II., mit dem nach fast vierzigjähriger Pause 1888 wieder ein preußischer Herrscher im Schloss seinen Wohnsitz genommen hatte. Der Schlossbrunnen vor dem Portal II des Schlosses wurde am 1. November 1891 eingeweiht. Der Standort war ursprünglich der Omphalos (d. h. Mittelpunkt Berlins), von dem aus die preußische Meile gemessen wurde.
Begas ist durch diese zu den größten bildkünstlerischen Brunnenanlagen der Welt zählende Arbeit berühmt geworden. Bei der Ausführung unterstützten ihn sein Bruder Karl Begas (1845–1916) sowie seine (ehemaligen) Meisterschüler, die Bildhauer Karl Albert Bergmeier (1856–1897), Karl Bernewitz (1858–1934) und Johann Götz (1865–1934).
Den Zweiten Weltkrieg hatte der 1942 eingemauerte Brunnen unbeschadet überstanden. Im Jahr 1946 freigelegt, beschädigten Buntmetalldiebe die Figuren. Nach der Sprengung des Schlosses, die weitere Schäden am Brunnen hinterließ, wurden die Figuren 1951 eingelagert und die bis dahin wie ein Spiegel wirkende Schale aus poliertem roten schwedischen Marmor zerstört. Im Jahr 1969 wurde der Brunnen im Park am Fernsehturm, der anstelle des im Zweiten Weltkrieg zerstörten und danach abgerissenen Marienviertels entstand, zwischen Marienkirche und Rotem Rathaus neu aufgestellt. Zuvor hatten der Bildhauer Hans Füssel und die Kunst- und Glockengießerei Lauchhammer ab 1967 eine Restaurierung der Figuren ausgeführt. Die neue Brunnenschale besteht aus rotem Jawlensker Granit (Region Transbaikalien), die Außenstufen aus grauem Granit. Seit der Neuaufstellung wurde er – den historischen Standort leugnend – Neptunbrunnen genannt.

## Abmessungen und Beschreibung

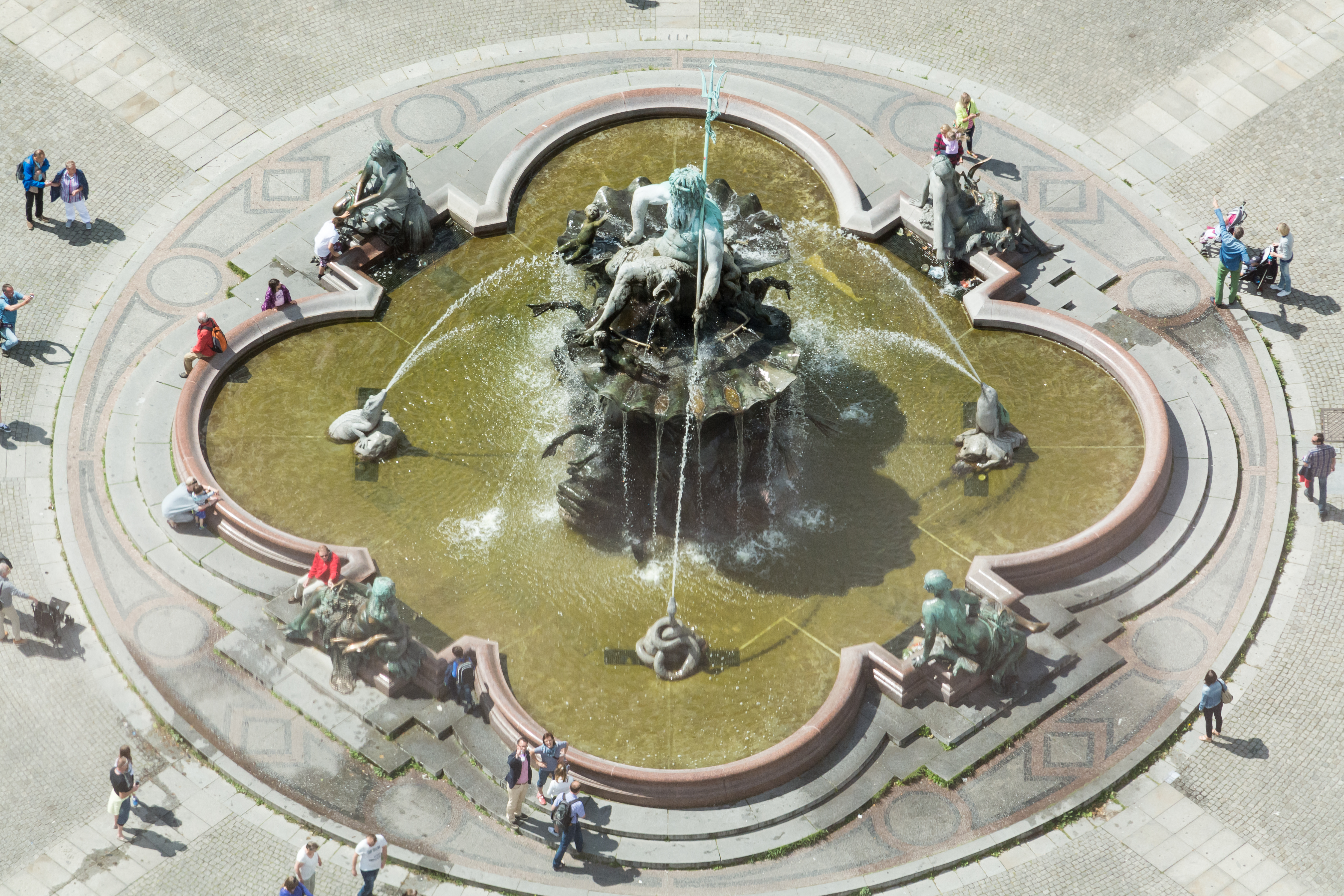
Gesamtansicht aus der Luft

Der breiteste Durchmesser der Vierpass-Brunnenschale beträgt in der Ost-West-Achse 18 Meter und in der Nord-Süd-Achse 16,70 Meter; sie besteht aus rotem poliertem Granit. Das Mittelteil bis zum Scheitel Neptuns ist 8,50 Meter hoch und bis zum Dreizack 10 Meter.
Im Zentrum der Brunnenschale steht ein Felssockel, umgeben von Meerestieren wie Hummern, Krebsen, Fischen und Polypen sowie wasserspeienden Meer- und Flusstieren: Seeschildkröte, Seehund, Krokodil und Schlange. Putten spielen mit dem nassen Element und vier wasserspeiende Tritonen nach Art der Zentauren tragen eine große Muschelschale mit der kraftvollen Gestalt des antiken römischen Meergottes Neptun. Das Zeichen seiner Macht, den wogenstillenden Dreizack, hat er über die linke Schulter geworfen, den rechten Arm auf den Schenkel gestemmt. Vier Wassertiere im Becken speien ebenfalls Fontänen zum Zentrum der Anlage hin. Alle Figuren sind aus Bronze gegossen und durch eine künstliche hellgrüne Patina hervorgehoben.
Auf dem Rand der Schale sitzen vier Frauengestalten als Personifikationen der vier großen Ströme Preußens, ergänzt durch Charakteristika der jeweils durchflossenen Landschaften:
- Rhein (Fischnetz und Weintrauben),
- Weichsel (Holzklötze, Symbol für Wälder),
- Oder (Ziege und Fell) sowie
- Elbe (Ähren und Früchte).

Da Neptuns Dreizack an eine Forke erinnert, nannte der Volksmund seinerzeit den Brunnen „For(c)kenbecken“ in Anspielung auf den Berliner Oberbürgermeister Max von Forckenbeck, in dessen Amtszeit der Brunnen eingeweiht wurde. Es hieß auch: „Hier sitzen vier Berlinerinnen, die endlich ’mal den Rand halten“. Erzählt wird, der Bildhauer sei mit dem Spruch „Begas, Begas, hast een wahret Wunder vollbracht, hast de ersten Berlinerinnen jeschaffen, die den Rand halten […]“ begrüßt worden.

## Standortdiskussion

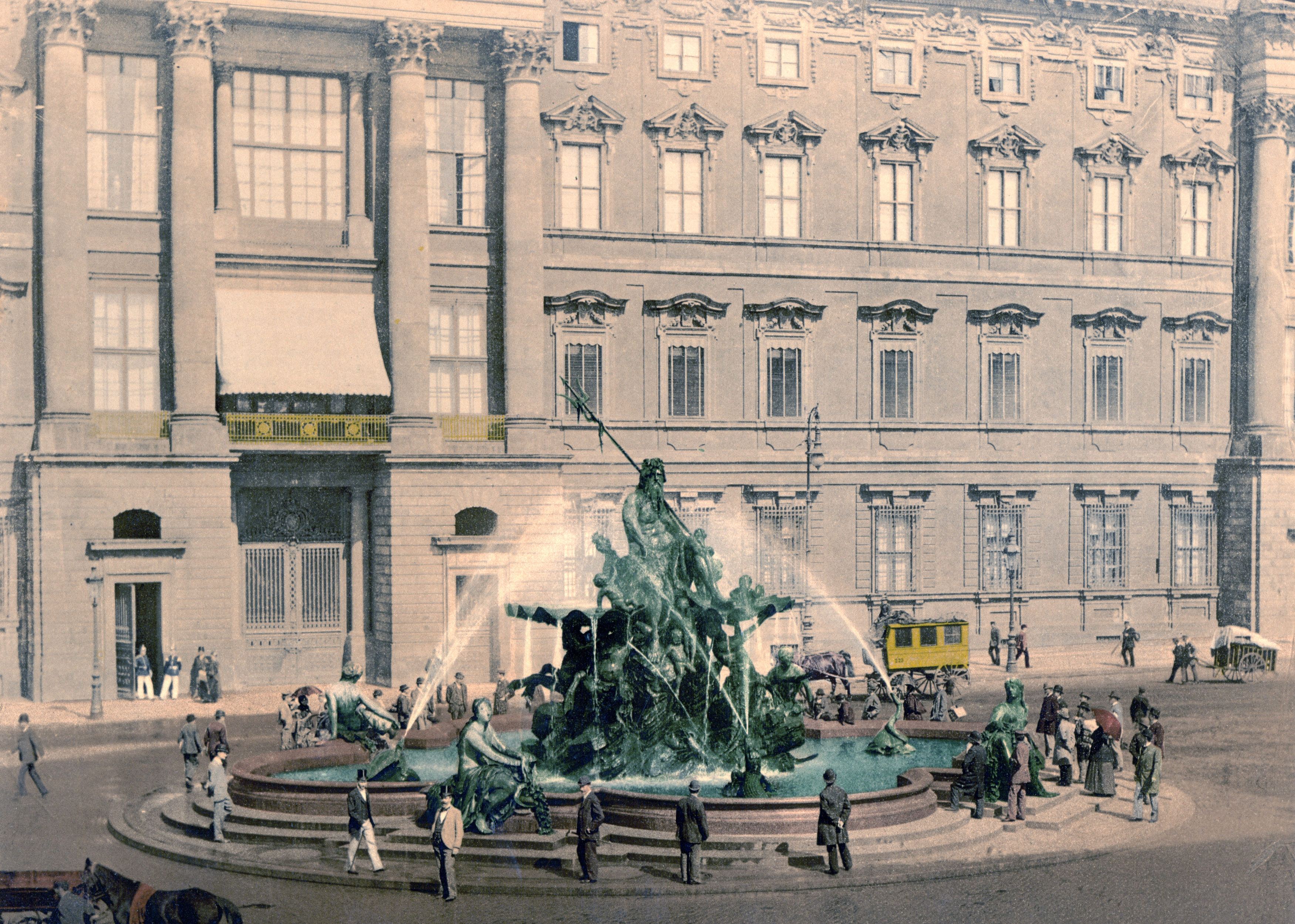
Neptunbrunnen auf dem Schloßplatz (um 1900)

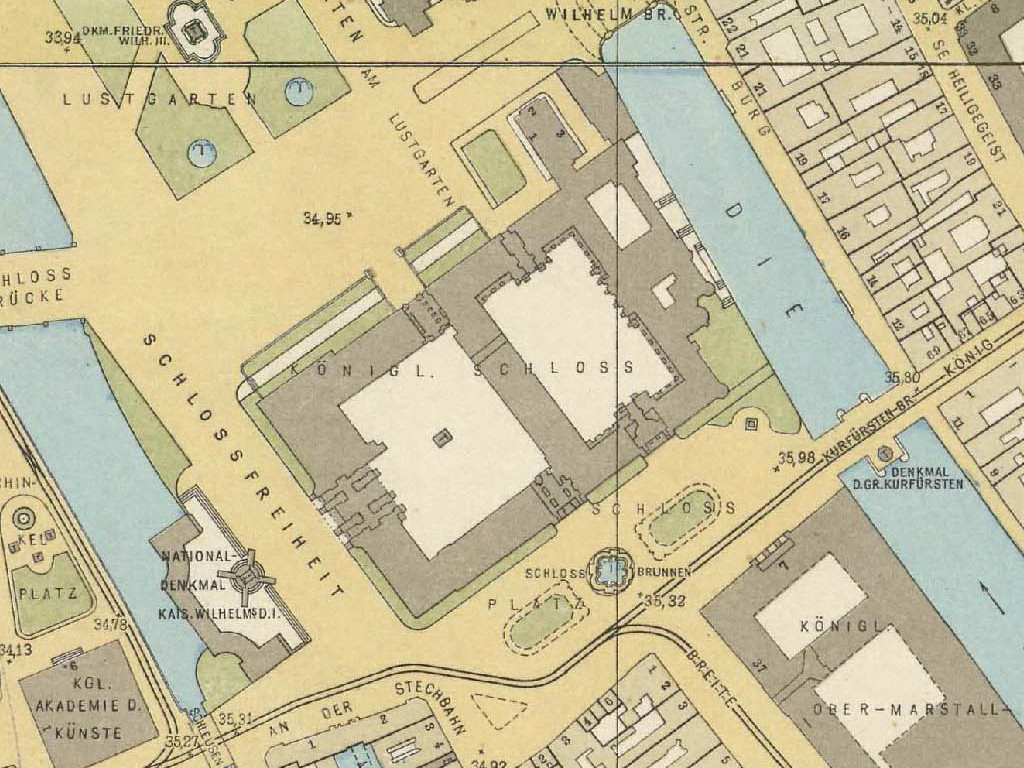
Ansicht auf dem Straubeplan (1910)

Im Zusammenhang mit dem Wiederaufbau des Berliner Schlosses als Humboldt Forum wird darüber diskutiert, den Neptunbrunnen an seinen ursprünglichen Standort auf dem Schloßplatz zu versetzen. Befürworter einer Versetzung argumentieren mit der Ausrichtung des Neptunbrunnens auf die Fassade des Schlosses, die Mitte des Schloßplatzes und die Achse der Breiten Straße. Zu ihnen gehören unter anderem Wilhelm von Boddien (Geschäftsführer des Fördervereins Berliner Schloss), Stefan Evers (baupolitischer Sprecher der CDU-Fraktion), Wolf-Dieter Heilmeyer (ehemaliger Direktor der Antikensammlung Berlin), Klaus von Krosigk (stellvertretender Landeskonservator a. D.), Bernd Wolfgang Lindemann (Kunsthistoriker), Manfred Rettig (ehemaliger Chef der Stiftung Berliner Schloss), Lea Rosh (Publizistin), Franco Stella (Architekt des Humboldt-Forums), der Architekten- und Ingenieur-Verein zu Berlin, das Bürgerforum Berlin, die Gesellschaft Historisches Berlin, die Gesellschaft Berliner Schloss sowie die Stiftung Zukunft Berlin. Im November 2015 gab der Bund zehn Millionen Euro für die Versetzung des Neptunbrunnens frei. Um eine Versetzung der Brunnenanlage zu ermöglichen, wurde im Sommer 2020 eine Fernwärmeleitung am Schloßplatz umverlegt.
Im Mai 2020 erklärte sich Berlins Regierender Bürgermeister Michael Müller (SPD) für die Versetzung auf den Schloßplatz bereit, wenn das Konzept für einen Ersatz am bisherigen Ort steht. Im August 2021 sprach sich auch seine spätere Amtsnachfolgerin Franziska Giffey (SPD) für die Rückkehr des Neptunbrunnens zum Schloßplatz aus. „Er gehört zum Schloss“, sagte sie bei einer Diskussion über die Zukunft der Stadtmitte.
Kritiker einer Versetzung argumentieren dagegen mit der Gestaltungsfunktion des Neptunbrunnens auf dem Rathausvorplatz. Auch der rot-rot-grüne Senat von Berlin sprach sich für einen Verbleib des Brunnens an seinem heutigen Standort aus. Andreas Otto, der baupolitische Sprecher der Grünen-Fraktion, schlug alternativ eine Kopie des Neptunbrunnens auf dem Schloßplatz vor. Im Mai 2021 teilte die Senatsverwaltung für Stadtentwicklung und Wohnen mit, dass „kongenial zu den hochwertig kopierten Schlossfassaden“ auch ein „gleichartig gestalteter Brunnen als qualitätvolle Replik“ auf dem Schloßplatz möglich, jedoch bisher weder beschlossen noch finanziert sei.
Laut einer repräsentativen Umfrage von Infratest dimap im Mai 2017 sprachen sich 47 % der Berliner (bundesweit 49 % der Befragten) für eine Versetzung des Neptunbrunnens an seinen ursprünglichen Standort auf dem Schloßplatz aus. 37 % befürworteten einen Verbleib am heutigen Standort auf dem Rathausvorplatz.
In ihrem am 26. April 2023 unterzeichneten Koalitionsvertrag vereinbarten CDU und SPD, dass am historischen Standort des Neptunbrunnens eine Brunnenanlage errichtet wird.

## Sonstiges
- Im Phantasialand bei Brühl stand bis 2008 eine Nachbildung des Neptunbrunnens im Maßstab 1:2.
- Der elf Jahre vorher errichtete, deutlich kleinere Wrangelbrunnen personifiziert dieselben „preußischen Ströme“.